# Lype daurica
Lype daurica là một loài Trichoptera trong họ Psychomyiidae. Chúng phân bố ở miền Cổ bắc.